# Lista monumentelor istorice din județul Buzău - Z

Simbol pentru monumentele istorice

Lista monumentelor istorice din județul Buzău - Z cuprinde monumentele istorice înscrise în Patrimoniul cultural național al României și aflate în localități ce încep cu litera Z din județul Buzău.
Lista completă este menținută și actualizată periodic de către Ministerul Culturii, Cultelor și Patrimoniului Național din România, prin intermediul Institutului Național al Patrimoniului, ultima versiune datând din 2015. Această listă cuprinde și actualizările ulterioare, realizate prin ordin al ministrului culturii.
| Cod LMI                              | Denumire                                              | Localitate                                 | Localizare                                                                                               | Datare, Creatori                                              | Imagine               | Erori             |
| ------------------------------------ | ----------------------------------------------------- | ------------------------------------------ | --- | ------------------------------------------------------------- | --------------------- | ----------------- |
| BZ-I-s-B-02306 (RAN: 50488.01)       | Situl arheologic de la Ziduri                         | sat Ziduri; comuna Ziduri                  | „Orjăneasca Mare”, „Mijlocie” și „Mică”, la cca. 2 - 3 km N de sat                                       |                                                               | Încarcă foto \| video | Raportează eroare |
| BZ-I-m-B-02306.01 (RAN: 50488.01.07) | Necropolă                                             | sat Ziduri; comuna Ziduri                  | „Orjăneasca Mare”, „Mijlocie” și „Mică”, la 2-3 km N de sat                                              | sec. XI - XIII, Epoca medievală timpurie                      | Încarcă foto \| video | Raportează eroare |
| BZ-I-m-B-02306.02 (RAN: 50488.01.05) | Necropolă                                             | sat Ziduri; comuna Ziduri                  | „Orjăneasca Mare”, „Mijlocie” și „Mică”, la 2-3 km N de sat                                              | sec. XI, Epoca migrațiilor                                    | Încarcă foto \| video | Raportează eroare |
| BZ-I-m-B-02306.03 (RAN: 50488.01.04) | Necropolă                                             | sat Ziduri; comuna Ziduri                  | „Orjăneasca Mare”, „Mijlocie” și „Mică”, la 2-3 km N de sat                                              | sec. II - IV p. Chr.                                          | Încarcă foto \| video | Raportează eroare |
| BZ-I-m-B-02306.04 (RAN: 50488.01.03) | Necropolă                                             | sat Ziduri; comuna Ziduri                  | „Orjăneasca Mare”, „Mijlocie” și „Mică”, la 2-3 km N de sat                                              | mil. I                                                        | Încarcă foto \| video | Raportează eroare |
| BZ-I-m-B-02306.05 (RAN: 50488.01.02) | Necropolă                                             | sat Ziduri; comuna Ziduri                  | „Orjăneasca Mare”, „Mijlocie” și „Mică”, la 2-3 km N de sat                                              | mil. III - II, Epoca bronzului                                | Încarcă foto \| video | Raportează eroare |
| BZ-I-m-B-02306.06 (RAN: 50488.01.01) | Necropolă                                             | sat Ziduri; comuna Ziduri                  | „Orjăneasca Mare”, „Mijlocie” și „Mică”, la 2-3 km N de sat                                              | mil. IV, Eneolitic                                            | Încarcă foto \| video | Raportează eroare |
| BZ-I-s-B-02307 (RAN: 50530.01)       | Așezare                                               | sat Zoița; comuna Ziduri                   | „Movila Zoița”, la cca. 1 km SV de sat                                                                   | mil. III - II, Epoca bronzului, Cultura Monteoru              | Încarcă foto \| video | Raportează eroare |
| BZ-I-s-B-02308 (RAN: 50219.01)       | Așezare                                               | sat Zorești; comuna Vernești               | În fața casei Anica Văduva în marginea de S a satului                                                    | sec. III - IV p. Chr., Epoca migrațiilor                      | Încarcă foto \| video | Raportează eroare |
| BZ-I-s-B-02309 (RAN: 50219.02)       | Situl arheologic de la Zorești                        | sat Zorești; comuna Vernești               | „La Popeasca”, „La Hrubă”                                                                                |                                                               | Încarcă foto \| video | Raportează eroare |
| BZ-I-m-B-02309.01 (RAN: 50219.02.01) | Crama Veche                                           | sat Zorești; comuna Vernești               | „La Popeasca”, în marginea de V a fostului sat Valea Teancului, peste Valea Produleasa de la crama veche | sec. XVIII - XIX                                              | Încarcă foto \| video | Raportează eroare |
| BZ-I-m-B-02309.02 (RAN: 50219.02.02) | Așezare                                               | sat Zorești; comuna Vernești               | „La Hrubă”, la V de sat, pe Valea Produleasa, spre Parmac                                                | sec. XVI - XIX                                                | Încarcă foto \| video | Raportează eroare |
| BZ-I-m-B-02309.03 (RAN: 50219.02.03) | Conductă din olane                                    | sat Zorești; comuna Vernești               | „La Hrubă”, la V de sat, pe Valea Produleasa, spre Parmac                                                | sec. XVI - XIX                                                | Încarcă foto \| video | Raportează eroare |
| BZ-I-s-B-02310 (RAN: 50219.04)       | Situl arheologic de la Zorești, punct „Cătunul Nisip” | sat Zorești; comuna Vernești               | „Cătunul Nisip”, la intrarea în sat                                                                      |                                                               | Încarcă foto \| video | Raportează eroare |
| BZ-I-m-B-02310.01 (RAN: 50219.04.02) | Necropolă                                             | sat Zorești; comuna Vernești               | „Cătunul Nisip”, la intrarea în sat                                                                      | sec. IV - V p. Chr., Epoca migrațiilor                        | Încarcă foto \| video | Raportează eroare |
| BZ-I-m-B-02310.02 (RAN: 50219.04.01) | Așezare                                               | sat Zorești; comuna Vernești               | „Cătunul Nisip”, la intrarea în sat                                                                      | mil. III - II, Epoca bronzului                                | Încarcă foto \| video | Raportează eroare |
| BZ-I-s-B-02311 (RAN: 50219.05)       | Așezare                                               | sat Zorești; comuna Vernești               | „Vârful Țigănoaia”, la V de sat peste Valea Ghenoiului                                                   | sec. II a. Chr. - sec. I p. Chr., Latène, Cultura geto-dacică | Încarcă foto \| video | Raportează eroare |
| BZ-IV-m-B-02551                      | Crucea lui Parlat                                     | sat Zărneștii de Slănic; comuna Cernătești | „Lunca Puțului”, între Cernătești și Zărneștii de Slănic                                                 | sec. XIX                                                      | Încarcă foto \| video | Raportează eroare |
| BZ-IV-m-B-02552                      | Cruce de piatră                                       | sat Zorești; comuna Vernești               | Pe DJ 205, în vii, vis-a-vis de imobilul cu nr. 463                                                      | sec. XIX                                                      | Încarcă foto \| video | Raportează eroare |